# Улица Нахимова (Томск)
У́лица Нахи́мова — улица в Кировском районе Томска, одна из основных транспортных магистралей города. Проходит от «Старого» коммунального моста до Транспортной площади (Красноармейской улицы). Пересекается с улицей Вершинина. К улице Нахимова примыкают: проспект Ленина, улицы: Советская и Котовского, переулки: Промышленный и Полины Осипенко (все — с севера) и улица Фёдора Лыткина (с юга). Длина улицы — 2300 метров.

## История
Согласно картам начала XX века, на месте начальной части улицы в то время располагался Лагерный переулок, к середине XX века переходящий в Крутой переулок, по которому  транспорт спускался по к понтонному мосту через Томь. В 1964 году по улице был пущен трамвай от Советской улицы до Южной площади. В 1973 году при организации подъезда к построенному коммунальному мосту улица была значительно расширена, западная часть также была углублена и обособлена от Крутого и Южного переулков, демонтирована трамвайная линия.
Улица получила название 18 апреля 1949 года в честь адмирала П. Н. Нахимова. До 29 апреля 1979 года включала в себя современную улицу Елизаровых. До образования улицы Лыткина (1978), стоявшие там здания относились к улице Нахимова.

## Застройка
К улице на значительном её протяжении примыкает Лагерный сад.
На участке от моста до проспекта Ленина застройки нет, кроме комплекса корпусов ТПУ на вершине склона. На участке вдоль Лагерного сада до улицы Вершинина застроена северная четная сторона, на южной нечетной стороне первое на улице здание — спорткомплекс «Победа», скрытый зарослями Лагерного сада, НИИ фармакологии, комплекс зданий городской больницы № 3. Из-за близости к высокому берегу Томи и оползневой опасности, а также в целях сохранения Лагерного сада других зданий строить не планируется. 
После улицы Вершинина застройка по обеим сторонам, в том числе южную сторону занимает исправительная колония № 4 ФСИН (кирпичный завод) и несколько жилых и офисных зданий. 
Северная (чётная) сторона — жилые и офисные здания, из которых самым крупным комплексом является бывшая территория Томского инструментального завода.